# Thaumaleus bernardensis
Thaumaleus bernardensis är en kräftdjursart som beskrevs av Willey 1920. Thaumaleus bernardensis ingår i släktet Thaumaleus och familjen Monstrillidae. Inga underarter finns listade i Catalogue of Life.